# Красуня (фільм, 1969)
«Красуня» — радянський художній фільм 1969 року режисера Арунаса Жебрюнаса за сценарієм Юрія Яковлєва на основі його оповідання «Гра в красуню». Лауреат Всесоюзного кінофестивалю (1970) — приз Інзі Міцкіте за краще виконання дитячої ролі і диплом за кращу операторську роботу.

## Сюжет
9-річну Інгу — найдобрішу дівчинку в дитячій компанії двору, діти, граючи, завжди вибирають «красунею». Її мрія — знайти кущ багна. Вікторас, друг Інги, помічає збентеження і розгубленість дівчинки. Він віддає злому новачкові найдорожче, що у нього є, — саперні ножиці діда, аби той сказав, де росте багно… Він придумує для Інги похід в перукарню, тому що бачив, як звідти виходять гарні жінки… Але Інзі все це вже не потрібно. Зустрівшись з першою в житті серйозною прикрістю, вона починає більш уважно дивитися навколо себе і помічає, що і мати її не надто радісна і потребує підтримки. Але маленька дівчинка знає поки один тільки спосіб робити людей щасливими — той, який забрали у неї: вона починає грати з матір'ю в казку…

## У ролях
- Інга Міцкіте — Інга
- Лілія Жадейките — мати Інги
- Арвідас Самукас — Вікторас, друг Інги
- Таурас Рагалявичюс — новенький хлопчик
- Ауксе Кокштайте — дівчинка у дворі
- Вайва Рагаускайте — дівчинка у дворі
- Вайдевутіс Міцкіс — хлопчик у дворі
- Сергій Мартінсон — самотній дідусь з паличкою
- Нійоле Лепешкайте — продавчиня квіткової оранжереї
- Владас Юркунас — кульгавий з драбиною
- Гедимінас Гірдвайнис — епізод
- Гражина Байкштіте — епізод

## Знімальна група
- Режисер — Арунас Жебрюнас
- Сценарист — Юрій Яковлєв
- Оператор — Альгімантас Моцкус
- Композитор — В'ячеслав Ганелін
- Художники — Альгірдас Нічюс, Вікторія Бімбайте